# Prosperous
Prosperous (en gaèlic irlandès An Chorrchoill que vol dir "el bosc suau") és una vila d'Irlanda, al comtat de Kildare, a la província de Leinster. Es troba al townland de Curryhills, a la cruïlla de les carreteres regionals R403 i R408, a 40 km de Dublín. La seva població de 2.248 habitants la fa el 14è centre poblat del comtat de Kildare.

## Història
El nom anglès li fou donat a la vila quan fou fundada en el segle xviii. El nom en irlandès el va prendre del townland de l'Est, Corrchoill o an Chorrchoill (que vol dir "el bosc suau"), anglicitzat com a Corr[y]hill[s], Curr[i]hill[s] i Curryhills. La vila s'estén als townlands propers de Ballynafagh, Killybegs, Curryhills i Downings (nord, sud, est i oest, respectivament).
La vila de Prosperous deu el seu origen a la visió i els ideals de Robert Brooke. Finals del segle xviii va ser una època de desenvolupament industrial a Irlanda i Prosperous va ser fundada l'any 1780 durant el desenvolupament de la producció de cotó. El nom triat per Brooke per a la seva ciutat industrial només pot ser el producte d'un somni confiat. Té el seu paral·lel amb el desenvolupament de Stratford-on-Slaney al comtat de Wicklow, fundat per Henry Stratford, comte d'Aldeborough en 1785 com a centre tèxtil. Malgrat les grans inversions i la construcció inicial per a 4.000 habitants, ambdues empreses industrials van fracassar. Stratford pràcticament va desaparèixer i Prosperous declinà de tal manera que fou descrita per Lewis en 1837 com a ‘poc més que una pila de ruïnes' situada 'en un punt baix pantanós, envoltat de torberes i sense aigua d'importància, ni esperança raonable de reactivació' i més recentment com a ‘llogaret endarrerit treballant sota el seu nom rotund'.
A l'àrea encara s'hi troba un nombre de ráths que indiquen assentament humà a l'indret als inicis de l'era cristiana. El temps no ha tractat bé aquestes antigues fortificacions encara que en el cas d'un, s'ha preservat com la peça central d'un desenvolupament habitacional; Rath View. Hi ha un fort, o rath, just als enfores de Prosperous a l'est de The Blackstick (carretera R409 a Caragh).
És possible que el townland de Downingsprengui el nom de la paraula "Dún", 'fort' en irlandès, tot i que és qüestionable degut a la gran proliferació de raths a moltes altres parts d'Irlanda. Una altra explicació és que la població local l'usa per anar cap a l'església local els diumenges, amb nom en irlandès Dé Domhnaigh [dʲeː ˈd̪ˠaun̪ˠiː], una major correspondència fonètica. Hi ha certa confusió a partir de finals de 1990, quan un complex d'habitatges al poble va ser anomenat The Downings.
El cementiri i les ruïnes de l'església de Downings, al townland de Downings North, al nord de la R403 a Allenwood, marca el lloc de la primera església cristiana a la zona. La tradició diu que l'església ocupa el lloc de la cel·la de Sant Farnan, la festa del qual se celebra el 15 de febrer.

### Batalla de Prosperous
La ruïna de la vila fou accelerada per la rebel·lió irlandesa de 1798. Prosperous fou un dels primers llocs on es van alçar els Irlandesos Units. El matí del 24 de maig de 1798 un gran grup de rebels va atacar les tropes de la corona a la vila. Fou cremat un dels edificis que allotjava 50 homes, inclòs el seu cap, el capità Swayne. Les tradicions orals diuen que els rebels foren ajudats a cremar les casernes per Ruth Hackett. Té un monument a una cantonada. Els rebels ocuparen Prosperous fins que les forces de la corona la recuperaren el 19 de juny. Les tropes eren sota el comandament del coronel Stewart qui es vantava de destruir "aquest receptacle de la rebel·lió". Va dir que els soldats van trobar tambors amb la inscripció "La Força Prosperous existeix en Unitat i Llibertat".

### La vila moderna
Malgrat la desaparició de tots els edificis industrials han sobreviscut algunes cases de 1780 al llarg de l'ample carrer principal amb les seves dues places. Afegeixen un gran encant al nucli històric de centre del poble. Això, juntament amb el desenvolupament al llarg de la carretera principal, ha creat un poble en dues seccions. La carretera principal és la R403 i el poble està a 20 km tant de l'autopista M4 (al nord) i de la M7 (al sud). El carrer principal, però, corre perpendicular a la R403.